# Lupele, Galați
Lupele este un sat în comuna Pechea din județul Galați, Moldova, România.